# Liste der Bildungsminister des Saarlandes
Dieser Artikel enthält eine Liste der Bildungsminister des Saarlandes.

## Bildungsminister Saarland (seit 1947)
| Name                                              | Amtsantritt                                                  | Kabinett                                         | Partei                                           |
| Minister für Kultus, Schulwesen und Volksbildung  | Minister für Kultus, Schulwesen und Volksbildung             | Minister für Kultus, Schulwesen und Volksbildung | Minister für Kultus, Schulwesen und Volksbildung |
| ------------------------------------------------- | ------------------------------------------------------------ | ------------------------------------------------ | ------------------------------------------------ |
| Emil Straus                                       | 20. Dezember 1947                                            | Hoffmann I                                       | CVP                                              |
| Minister für Kultus, Unterricht und Volksbildung  |                                                              |                                                  |                                                  |
| Emil Straus                                       | 3. August 1948                                               | Hoffmann I                                       | CVP                                              |
| Erwin Müller                                      | 14. April 1951                                               | Hoffmann II                                      | CVP                                              |
| Franz Singer                                      | 23. Dezember 1952                                            | Hoffmann III                                     | CVP                                              |
| Johannes Hoffmann                                 | 4. November 1953 17. Juli 1954                               | Hoffmann III Hoffmann IV                         | CVP                                              |
| Paul Schütz                                       | 29. Oktober 1955                                             | Welsch                                           | parteilos                                        |
| Egon Reinert                                      | 10. Januar 1956                                              | Ney                                              | CDU                                              |
| Franz-Josef Röder                                 | 4. Juni 1957 26. Februar 1959 30. April 1959 17. Januar 1961 | Reinert I Reinert II Röder I Röder II            | CDU                                              |
| Werner Scherer                                    | 19. Juli 1965 13. Juli 1970                                  | Röder III Röder IV                               | CDU                                              |
| Minister für Kultus, Bildung und Sport            |                                                              |                                                  |                                                  |
| Werner Scherer                                    | 23. Januar 1974 1. März 1977                                 | Röder V Röder VI                                 | CDU                                              |
| Josef Jochem                                      | 7. Dezember 1977 5. Juli 1979                                | Röder VI Zeyer I                                 | CDU                                              |
| Wolfgang Knies                                    | 23. Mai 1980                                                 | Zeyer II                                         | CDU                                              |
| Gerhard Zeitel                                    | 10. Juli 1984                                                | Zeyer III                                        | CDU                                              |
| Minister für Kultus, Bildung und Wissenschaft     |                                                              |                                                  |                                                  |
| Diether Breitenbach                               | 9. April 1985                                                | Lafontaine I                                     | SPD                                              |
| Minister für Bildung und Sport                    |                                                              |                                                  |                                                  |
| Marianne Granz                                    | 21. Februar 1990                                             | Lafontaine II                                    | SPD                                              |
| Minister für Bildung, Kultur und Wissenschaft     |                                                              |                                                  |                                                  |
| Diether Breitenbach                               | 23. November 1994                                            | Lafontaine III                                   | SPD                                              |
| Henner Wittling                                   | 18. September 1996 9. November 1998                          | Lafontaine III Klimmt                            | SPD                                              |
| Jürgen Schreier                                   | 29. September 1999 6. Oktober 2004                           | Müller I Müller II                               | CDU                                              |
| Minister für Bildung, Kultur, Familien und Frauen |                                                              |                                                  |                                                  |
| Annegret Kramp-Karrenbauer                        | 3. September 2007                                            | Müller II                                        | CDU                                              |
| Minister für Bildung                              |                                                              |                                                  |                                                  |
| Klaus Kessler                                     | 10. November 2009 24. August 2011                            | Müller III Kramp-Karrenbauer I                   | Grüne                                            |
| Stephan Toscani (kommissarisch)                   | 18. Januar 2012                                              | Kramp-Karrenbauer I                              | CDU                                              |
| Minister für Bildung und Kultur                   |                                                              |                                                  |                                                  |
| Ulrich Commerçon                                  | 9. Mai 2012 17. Mai 2017 1. März 2018                        | Kramp-Karrenbauer II Kramp-Karrenbauer III Hans  | SPD                                              |
| Christine Streichert-Clivot                       | 18. September 2019 26. April 2022                            | Hans Rehlinger                                   | SPD                                              |